# Hitzone 58
Radio 538 Hitzone 58 is een verzamelalbum. Het album, onderdeel van de serie Hitzone, werd op 8 juli 2011 uitgegeven door de Nederlandse radiozender Radio 538. Radio 538 Hitzone 58 belandde op de 1e plaats in de Compilation Top 30 en wist deze positie zeven weken te behouden. Het album stond tevens drie weken op de 1e plaats in de CombiAlbum Top 100.

## Nummers
| Nr. | Titel                         | Uitvoerend artiest                    | Duur |
| --- | ----------------------------- | ------------------------------------- | ---- |
| 1.  | Every Teardrop Is a Waterfall | Coldplay                              | 4:04 |
| 2.  | Loca People (What the Fuck)   | Sak Noel                              | 3:38 |
| 3.  | Someone Like You              | Adele                                 | 4:45 |
| 4.  | Give Me Everything            | Pitbull feat. Ne-Yo, Afrojack & Nayer | 3:50 |
| 5.  | No Mercy                      | Racoon                                | 2:46 |
| 6.  | Riviera Life                  | Caro Emerald                          | 3:29 |
| 7.  | Hou vol hou vast              | BLØF                                  | 4:53 |
| 8.  | Down & Dirty                  | Anouk                                 | 4:09 |
| 9.  | Cry (Just a Little)           | Bingo Players                         | 3:07 |
| 10. | Bright Lights Bigger City     | Cee Lo Green                          | 3:40 |
| 11. | Bad Influence                 | P!nk                                  | 3:38 |
| 12. | Disco Romancing               | Elena                                 | 3:05 |
| 13. | Not Over You                  | Gavin DeGraw                          | 3:39 |
| 14. | I’m Into You                  | Jennifer Lopez feat. Lil Wayne        | 3:21 |
| 15. | Beautiful People              | Chris Brown feat. Benny Benassi       | 3:47 |
| 16. | Wonder Why                    | Julian Perretta                       | 3:54 |
| 17. | Ready 2 Go                    | Martin Solveig feat. Kele             | 3:05 |
| 18. | What a Feeling                | Alex Gaudino feat. Kelly Rowland      | 3:00 |
| 19. | Don’t Hold Your Breath        | Nicole Scherzinger                    | 3:20 |
| 20. | San Francisco                 | Cascada                               | 3:48 |
| 21. | Party Rock Anthem             | LMFAO feat. Lauren Bennett & GoonRock | 4:23 |

| Nr. | Titel                 | Uitvoerend artiest            | Duur |
| --- | --------------------- | ----------------------------- | ---- |
| 1.  | The Lazy Song         | Bruno Mars                    | 3:16 |
| 2.  | Good Girl             | Alexis Jordan                 | 3:57 |
| 3.  | Judas                 | Lady Gaga                     | 4:11 |
| 4.  | Plage                 | Crystal Fighters              | 3:52 |
| 5.  | Hij gelooft in mij    | Do                            | 4:25 |
| 6.  | Armen open            | Guus Meeuwis                  | 3:47 |
| 7.  | Bottles               | Krystl                        | 2:54 |
| 8.  | Sweat                 | Snoop Dogg vs. David Guetta   | 3:17 |
| 9.  | Don’t Be Shy          | Billy the Klit feat. Minnie   | 3:00 |
| 10. | If You Ever Come Back | The Script                    | 4:02 |
| 11. | Pocketful of Sunshine | Natasha Bedingfield           | 3:06 |
| 12. | Dry Your Eyes         | Ben Saunders                  | 3:33 |
| 13. | Save the World        | Swedish House Mafia           | 3:34 |
| 14. | Too Good to Lose      | VanVelzen                     | 3:49 |
| 15. | Far l'amore           | Bob Sinclar & Raffaella Carrà | 3:04 |
| 16. | California King Bed   | Rihanna                       | 4:13 |
| 17. | Get Spanish           | De Jeugd van Tegenwoordig     | 3:36 |
| 18. | Rabiosa               | Shakira feat. Pitbull         | 2:52 |
| 19. | Don't Stop the Party  | The Black Eyed Peas           | 4:02 |
| 20. | No Air                | Rochelle                      | 3:01 |
| 21. | Maniac                | Adlicious                     | 3:46 |
| 22. | Strong                | Rochelle                      | 3:11 |